# Jaera phaedon
Jaera phaedon är en fjärilsart som beskrevs av Frederick DuCane Godman 1903. Jaera phaedon ingår i släktet Jaera och familjen juvelvingar. Inga underarter finns listade i Catalogue of Life.